# Florencio Solchaga
Florencio Solchaga Pernaut (Tafalla, Navarra, 14 de marzo de 1945) es un periodista y restaurador español.

## Trayectoria
Inició su actividad profesional en 1963 como locutor en radio, en La Voz de Navarra. De ahí pasaría a Radio Zaragoza de la Cadena SER, ingresando en 1967 en Televisión Española, en un principio como locutor en off de programas culturales e informativos.
Adscrito a los servicios informativos desde 1970, comenzó a presentar el Telediario desde 1971. De aquella época una de sus intervenciones más recordadas fue el día 20 de noviembre de 1975, cuando dio paso al entonces presidente del Gobierno, Carlos Arias Navarro, para anunciar la muerte de Francisco Franco.
A partir de 1974 presentaría otros programas como Tele-Revista (1974); Vivir cada día (1978-1979), de José Luis Rodríguez Puértolas; Gente hoy (1979-1981), de Maruja Callaved, con Mari Cruz Soriano; Esta semana (1982-1983), con Cristina García Ramos; Las Cortes de España (1983-1984) o La tarde (1987).
Retirado del mundo de la comunicación a principios de los años 1990, se dedicó a la restauración, abriendo conocidos restaurantes en Madrid, como Solchaga o El Espejo.